# Lilo Ramdohr
Lieselotte „Lilo“ Fürst-Ramdohr, verwitwete Berndl (* 11. Oktober 1913 in Aschersleben; † 13. Mai 2013 in Starnberg), war ein Mitglied des näheren Freundeskreises der Münchner Studenten-Widerstandsgruppe Weiße Rose im Zweiten Weltkrieg.

## Leben
Lilo Ramdohr entstammte dem Ascherslebener Zweig der mitteldeutschen Familie Ramdohr. Nach Aufenthalten in England (1931) und einjährigem Besuch des Internates Dr. Fritz Weiß in Weimar (Frühjahr 1932 – Frühjahr 1933) zog sie im Sommer 1934 erstmals nach München und begann eine Ausbildung zur Bühnenbildnerin bei Emil Preetorius. Von März 1935 bis Februar 1936 lernte sie Buchillustration an der Württembergischen Kunstgewerbeschule bei Friedrich Hermann Ernst Schneidler in Stuttgart. 1936 begann sie in Dresden eine Ausbildung zur Tanzlehrerin an der Schule für modernen Tanz von Mary Wigman. Nach Besuch der Günther-Schule in München und Abschluss einer Prüfung als Gymnastiklehrerin in Stuttgart im April 1938 übernahm Lilo Ramdohr eigenverantwortlich eine Schule in Heilbronn und gab Unterrichtsstunden in Betriebssport, bis sie im Sommer 1939 zum Erntedienst nach Holzkirchen eingezogen wurde und dann zum Lazarettdienst bis Ende 1941 erneut nach München kam. Daneben besuchte sie ab April 1941, inzwischen verheiratet, nochmals die Günther-Schule, um eine Zusatzprüfung in tänzerischer Körperbildung zu absolvieren, und erhielt dabei einige Engagements an Münchner Bühnen, u. a. im Herkulessaal der Residenz, zusammen mit Benno Kusche und Maja Lex.
Zusätzlich hierzu besuchte Lilo Ramdohr die private Zeichenschule „Die Form“ von Hein König, wo sie im Herbst 1941 den deutsch-russischen Medizinstudenten Alexander Schmorell kennenlernte. Aus dieser Freundschaft ergab sich auch ihr Kontakt zu Hans Scholl, Christoph Probst und später Sophie Scholl sowie anderen Mitgliedern der Weißen Rose. Möglicherweise war Lilo Ramdohr an der Namensgebung maßgeblich beteiligt, da sie Schmorell und Scholl im November 1941 eine Feldpostkarte der Firma Max Baur mit einer Abbildung einer weißen Rose und einen zugehörigen Brief eines Bekannten, des Soldaten Fritz Rook, mit einem Text über das, was eine weiße Rose angesichts der Kriegsrealität für ihn ausdrückte, überließ.
Nachdem Lilo Ramdohrs damaliger Ehemann Otto Berndl, der Sohn des Münchner Architekten Richard Berndl, in Russland gefallen war, näherte sie sich dem Kreis der Weißen Rose stärker an. Während Schmorell im August 1942 mit seiner Studentenkompanie im Sanitätseinsatz an der Ostfront war, schrieben sie sich mehrere Briefe. In den folgenden Monaten versteckte Ramdohr in ihrer Wohnung in Neuhausen-Nymphenburg zeitweilig Flugblätter, ein Vervielfältigungsgerät und Schablonen für die Wandparole „Nieder mit Hitler“.
Aus ihrer Weimarer Zeit kannte Ramdohr außerdem den späteren Filmregisseur Falk Harnack, mit dem sie zeitweise verlobt war, und vermittelte ein geheimes Treffen zwischen diesem und Alexander Schmorell sowie Hans Scholl im November 1942 in Chemnitz. Falk Harnack stand über seinen Bruder Arvid Harnack und Widerstands- und Spionagezellen in der Wehrmacht, wie etwa die Rote Kapelle und den Kreisauer Kreis, aber auch über familiäre Verbindungen (über seinen verstorbenen Onkel Adolf von Harnack) zum kirchlichen Widerstand Dietrich Bonhoeffers, bereits in Verbindung zu Widerstandsgruppen gegen das nationalsozialistische Regime und war dem Kontakt zum Kreis der Münchner Studenten sehr aufgeschlossen. Auch Schmorell und Scholl waren an einer geheimen Kooperation stark interessiert. Am 8. und 9. Februar 1943 luden sie daher, erneut durch Ramdohrs Vermittlung, Falk Harnack zu Besprechungen in München ein und planten für den 25. Februar 1943 ein Folgetreffen in Berlin.
Nach dem Flugblattabwurf im Treppenhaus der Münchner Universität am 18. Februar 1943 und der darauffolgenden Verhaftung und Hinrichtung der Geschwister Scholl und Christoph Probsts versuchte Lilo Ramdohr, Alexander Schmorell bei der Flucht vor der Gestapo zu unterstützen. Sie versteckte ihn in ihrer Wohnung und half, seine Uniform zu verbrennen, den von Schmorells bulgarischem Freund Nikolay Nikolaeff-Hamazaspian erhaltenen Pass zu fälschen und Verstecke im ländlichen Oberbayern zu finden. Da Schmorell aber nach seinen vergeblichen Fluchtversuchen nach Schloss Elmau am 24. Februar in einem Münchener Luftschutzkeller am Habsburgerplatz gefasst wurde, kam am 2. März auch Lilo Ramdohr (und am 6. März Falk Harnack) in die U-Haft der Gestapo. Ramdohr wurde mangels Beweisen entlassen. Harnack wurde zusammen mit Schmorell, Kurt Huber und Willi Graf und anderen angeklagt, aber freigesprochen.
Harnack gelang im Dezember 1943 vor einer drohenden weiteren Verhaftung die Flucht von seiner Wehrmachtseinheit in Athen. Lilo Ramdohr zog sich nach einer erneuten Kriegsheirat im Februar 1944, nämlich mit dem aus Brasilien stammenden Sanitätsfeldwebel Carl Gebhard Fuerst (1920 Bremen – 2010 Sao Paulo, Urenkel von Lorenz Levin Salomon Fürst, Neffe der Margarethe von Reinken; ab 1985 Träger des Bundesverdienstkreuzes), unter dem Namen Lieselotte Fürst aus München zurück und suchte Schutz in ihrer Heimatstadt Aschersleben. Dort erlebte sie auch das Kriegsende und betrieb im Jahr 1946 eine Handpuppenbühne für Kinder.
1948 floh sie samt ihrer damals vierjährigen Tochter Doma-Ulrike aus der sowjetischen Zone zurück nach Bayern, wo sie, teilweise durch Vermittlung des Chiemseemalers Willibald Demmel, bis in die 1950er und 1960er Jahre hinein als Lehrerin an Internaten (u. a. 1948 Jugendleiterschule des BJR in Schloss Neubeuern und Landschulheim Schloss Ising) arbeitete. Im Februar 1949 wurde sie als Mitglied einer BJR-Delegation für drei Monate nach Detroit (Michigan) entsandt und im November 1949 an den Starnberger See in die Jugendleiterschule Niederpöcking auf dem ehemaligen Gelände der Villa Zitzmann versetzt. Nachdem diese Schule aus finanziellen Gründen geschlossen und an den DGB verkauft worden war, war Lilo Fürst-Ramdohr ab 1955 am Institut Dr. Greite in Feldafing und am Landschulheim Schier in Berg tätig. Seitdem lebte sie in Percha. Seit etwa 1980 war sie mit dem ebenfalls in Percha ansässigen und 2017 verstorbenen Bildhauer Claus Nageler befreundet. 1995 veröffentlichte sie ihre Memoiren im Buch Freundschaften in der Weißen Rose, einige weitere Werke sind bislang noch unveröffentlicht. Bis 1999 gab sie Gymnastikstunden in Vereinen in Percha und Söcking.
Lilo Ramdohr war bis zu ihrem Tod im Mai 2013, fast genau fünf Monate vor ihrem hundertsten Geburtstag, als Malerin und Autorin aktiv.

## Filme
- Der Bayerische Rundfunk strahlte 1996 im Rahmen seiner Reihe Lebenslinien eine Biografie von Lilo Fürst-Ramdohr im Fernsehen aus. Regisseur war Hans-Sirks Lampe.
- Die Geschichtswerkstatt Neuhausen zeigte 1995 Interviews mit ihr im Film Davon haben wir nichts gewusst … Neuhausen unter der Nazi-Zeit.
- Ein Interview mit Lilo Fürst-Ramdohr ist im Dokumentarfilm Die Widerständigen – Zeugen der Weißen Rose zu sehen (Deutschland, 2008. Buch und Regie: Katrin Seybold, Produktion: Katrin Seybold Film in Kooperation mit dem RBB).

## Ausstellungen
- Die Weiße Rose – Gesichter einer Freundschaft (Wanderausstellung 2004 der Kulturinitiative e. V. Freiburg)

## Werke
- Freundschaften in der Weißen Rose. Verlag Geschichtswerkstatt Neuhausen, München 1995. Neuausgabe: ausstehend, ISBN 3-931231-00-3
- Die Weiße Rose (v. Inge Scholl); Beitrag auf S. 139. Frankfurt/M. 1994, ISBN 3-596-11802-6
- Seiltanz (Erste Anthologie der Lyrik der Münchner Katakombe und des ELK); Hrsg.: Nanette Bald. Verlag Roman Kovar, München 1991. ISBN 3-925845-20-8
- In jedem Sommerstrauß (Zweite Anthologie der Lyrik der Münchner Katakombe und des ELK), S. 52; Hrsg.: Nanette Bald. Verlag Roman Kovar, München 1994. ISBN 3-925845-63-1